# Aqualung
Aqualung is een album van de progressieve-rockband Jethro Tull, uitgebracht in 1971. De nummers zijn geschreven door voorman Ian Anderson (de titelsong in samenwerking met zijn toenmalige echtgenote).
Anno 2008 was het album meer dan 6 miljoen maal verkocht wat het tot een groot commercieel succes maakte. Het leidde tot de doorbraak van Jethro Tull in de Verenigde Staten.
Nummers van dit album zijn veel gecoverd door andere bands. Iron Maiden bracht een cover van 'Cross-Eyed Mary' uit als B-kant van de single 'The Trooper' (1983).

## Hoesontwerp
Het hoesontwerp is van de hand van de Amerikaanse kunstenaar Burton Silverman. Het is een aquarel van een man die er ruig en onverzorgd uit ziet. Het idee voor het schilderij kwam van een foto uit een reeks die Andersons vrouw nam van arme en dakloze mensen aan de oever van de Thames. Anderson zei later dat hij liever de foto zelf had gebruikt dan het schilderij dat hij "echt niet erg aantrekkelijk of goed uitgevoerd" noemde. Volgens Anderson poseerde hij voor de foto die voor het schilderij werd gemaakt; volgens Silverman was het een zelfportret.

## Thema
De eerste helft van het album bestaat uit zes karakterschetsen, waaronder twee van mensen met een discutabele reputatie (zwerver Aqualung en tienerprostituee Cross-Eyed Mary), en twee autobiografische nummers, waaronder Cheap Day Return, een nummer dat Anderson schreef na een bezoek aan zijn ernstig zieke vader. Aqualung is een fictieve persoon die zich aangetrokken voelt tot pubermeisjes en ademhalingsproblemen heeft, gebaseerd op een zwerver die Andersons toenmalige echtgenote in Londen gefotografeerd had. Zijn bijnaam dankt Aqualung aan zijn rochelende ademhaling:
"And you snatch your rattling last breaths, with deep-sea-diver sounds."
De algemene boodschap van de tweede helft van het album is pro-God maar antikerk, gaat over Andersons religieuze ervaringen en maakt het statement dat georganiseerde religie eerder de band tussen mens en God beperkt in plaats van propageert. De sfeer doet soms mysterieus aan en roept middeleeuwse beelden op.
Uit My God:
"People, what have you done, locked Him in His golden cage.
Made Him bend to your religion, Him resurrected from the grave.
He is the God of nothing, if that's all that you can see."
Uit Hymn 43:
"If Jesus saves - well, He'd better save Himself
from the gory glory seekers who use His name in death."
Men moet deze teksten in de tijdgeest van de jaren 70 zien, toen deze zeer opzienbarend waren en er een choquerende werking van uitging. Ze leidden in ieder geval tot opschudding, en het was absoluut niet gebruikelijk om een instituut als de kerk zo aan te pakken. In bepaalde geloofsgemeenschappen in de Verenigde Staten belandden exemplaren van dit album wegens godslastering letterlijk op de brandstapel. Anderson in 1971:
"It's very dissatisfying to me that children are brought up to follow the same God as their parents. God is the abstract idea Man chooses to worship; he doesn't have to worship. (...) Children are brought up to be Jewish, Catholic or Protestant just by an accident of birth. I think that's a presumptuous and immoral thing to do. Religion makes a dividing line between human beings and that's wrong. I think it's very wrong that we are brainwashed at school with a set of religious ideas. It should be up to you to think and make your own decision."
Aqualung was het eerste album dat werd opgenomen in de nieuwe studio's van Island Records in Basing Street, Londen. De grote studio waarin Jethro Tull werkte (een oude kerkkapel) kampte met opstartproblemen, wat het opnameproces vrij lastig maakte. Led Zeppelin mixte hun vierde album tegelijkertijd in de kleine studio ernaast.
Sommige recensenten beschouwen de religieuze visies op kant twee als de opvattingen van Aqualung en zien daarmee het album als conceptalbum. Dit is door Anderson echter altijd tegengesproken. Op een gegeven moment werd hij het echter zo beu dat de pers maar bleef schrijven over het conceptalbum, dat hij verklaarde: "Aqualung is geen conceptalbum, maar als ze het zo graag willen, dan geven we ze hun their goddamned mother of all conceptalbums"; dat werd opvolger Thick as a Brick (1972).

## Belang
In 2004 werd Anderson benaderd door het Amerikaanse radiostation XM met de vraag of hij het album in zijn geheel live wilde spelen in de studio. Het optreden werd opgenomen en uitgebracht als Aqualung Live (2005). In een recensie van het album schreef Willem Bemboom van OOR dat het oorspronkelijke album de status bevestigde van Jethro Tull "als een van de origineelste, traditioneelste en tegelijk progressiefste acts van dat moment."

## Bezetting
- Ian Anderson (dwarsfluit, akoestische gitaar, stem)
- Clive Bunker ('duizend drums', percussie)
- Martin Barre (elektrische gitaar, sopraanblokfluit)
- John Evan (piano, orgel, mellotron)
- Jeffrey Hammond-Hammond (basgitaar, altblokfluit, vreemde stemmen)

Gastmuzikant:
- David Palmer (arrangement voor orkest)
- onbekend orkest

## Nummers
| Nr. | Titel             | Duur |
| --- | ----------------- | ---- |
| 1.  | Aqualung          | 6:34 |
| 2.  | Cross-Eyed Mary   | 4:06 |
| 3.  | Cheap Day Return  | 1:21 |
| 4.  | Mother Goose      | 3:51 |
| 5.  | Wond'ring Aloud   | 1:53 |
| 6.  | Up to Me          | 3:15 |
| 7.  | My God            | 7:08 |
| 8.  | Hymn 43           | 3:14 |
| 9.  | Slipstream        | 1:13 |
| 10. | Locomotive Breath | 4:23 |
| 11. | Wind-Up           | 6:01 |

| Nr. | Titel                      | Duur  |
| --- | -------------------------- | ----- |
| 12. | Lick Your Fingers Clean    | 2:46  |
| 13. | Wind-Up (Quad-versie)      | 5:24  |
| 14. | Interview met Ian Anderson | 13:59 |
| 15. | A Song for Jeffrey         | 2:51  |
| 16. | Fat Man                    | 2:57  |
| 17. | Bourée                     | 3:58  |

- MusicBrainz release group: 204cc47e-2e1a-3877-8e1e-d14bfffd19aa